# Jag Stryck
Jag Stryck, född 23 september 2019, är en fransk varmblodig travhäst. Han tränas av Cyrille Buhigne och körs av François Lagadeuc.
Jag Stryck började tävla i augusti 2021 och inledde med en andraplats och tog därefter sin första vinst i sextonde start. Han har till mars 2023 sprungit in 263 430 euro på 27 starter, varav 3 segrar, 3 andraplats och 6 tredjeplats. Han har tagit karriärens hittills största seger i Letrot Open des Regions - 3 ans (2022). Han har även kommit på andraplats i Prix Maurice de Gheest (2022) och på tredjeplats i Prix Emmanuel Margouty (2021), Prix Paul-Viel (2022), Prix Ourasi (2023) och Prix Éphrem Houel (2023).

## Statistik
| Statistik för Jag Stryck (Ref.) | Statistik för Jag Stryck (Ref.) | Statistik för Jag Stryck (Ref.) | Statistik för Jag Stryck (Ref.) | Statistik för Jag Stryck (Ref.) | Statistik för Jag Stryck (Ref.) |
| ------------------------------- | ------------------------------- | ------------------------------- | ------------------------------- | ------------------------------- | ------------------------------- |
| Starter                         | Placeringar                     | Startprissumma                  | Segerprocent                    | Platsprocent                    | Rekord                          |
| 27                              | 3-3-6                           | 263 430 euro                    | 11 %                            | 44 %                            | 1.11,4ak,                       |